# Liste de poètes de langue bulgare
Cet article répertorie des poètes ayant écrit en langue bulgare.

## B
- Hristo Botev
- Elisaveta Bagriana
- Iana Boukova

## G
- Dora Gabé
- Guéorgui Gospodínov

## D
- Dimtcho Debelianov

## K
- Kiril Kadiiski

## M
- Geo Milev

## S
- Latchezar Stantchev

## V
- Ivan Vazov